# Rodrigues-Solitär
Der Rodrigues-Solitär (Pezophaps solitaria), auch Rodriguesdodo,  Rodrigueseinsiedler oder kurz Einsiedler genannt,  ist eine ausgestorbene Art der Taubenvögel (Columbiformes). Der etwa 90 cm große Vogel war ein Bodenbewohner und lediglich auf der Insel Rodrigues verbreitet. Im Zuge der Besiedlung der Insel starb der Solitär in der Mitte des 18. Jahrhunderts aus, weil die eingeschleppten Schweine und Katzen sowie die Bejagung durch den Menschen die Bestände des flugunfähigen Vogels immer stärker dezimierten.
Der Rodrigues-Solitär war vermutlich nahe mit dem ebenfalls ausgestorbenen Dodo (Raphus cucullatus) von Mauritius verwandt, mit dem er in die Unterfamilie Raphinae gestellt wird.

## Merkmale

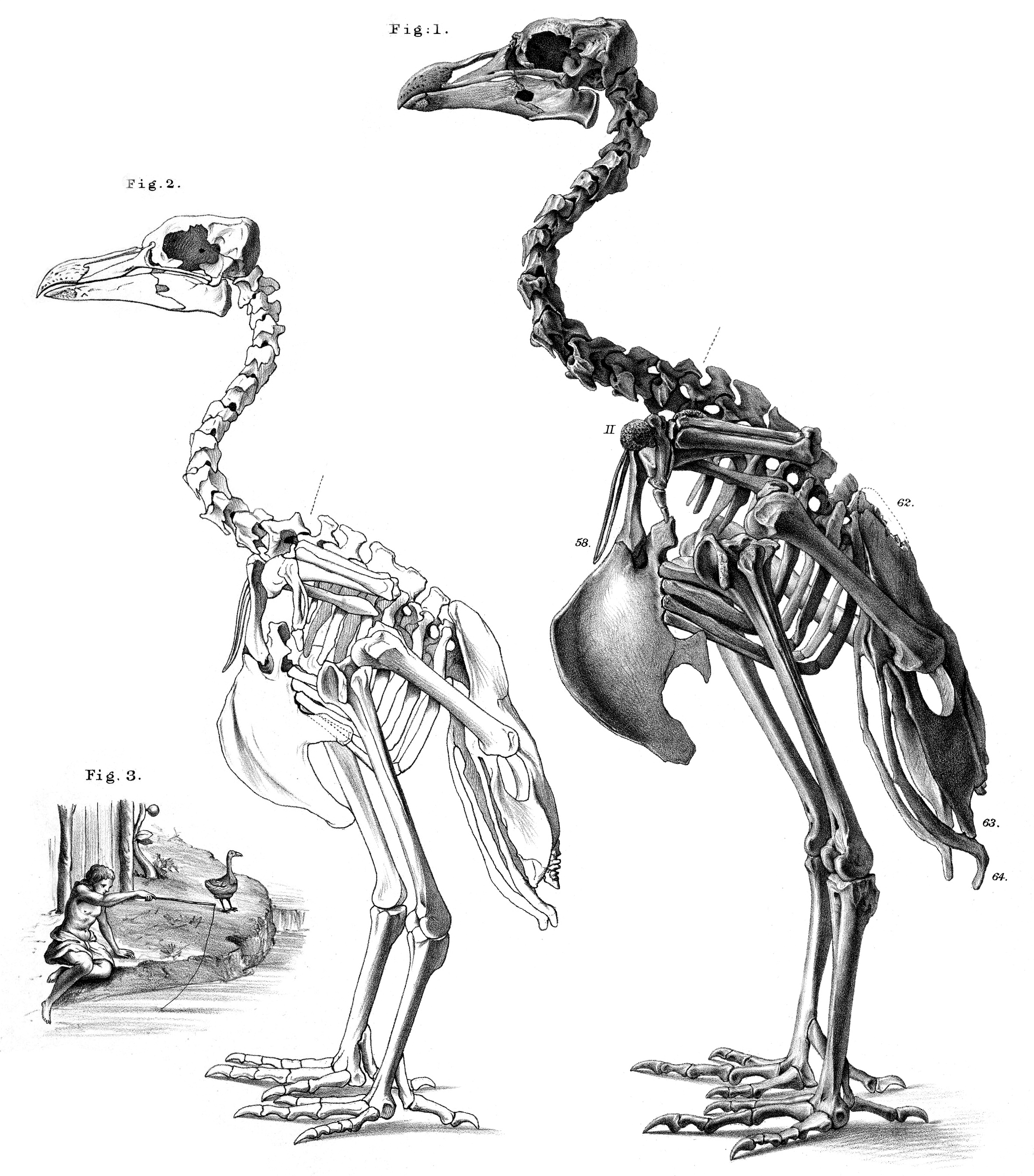
Skelettzeichnungen eines weiblichen und eines männlichen Solitärs

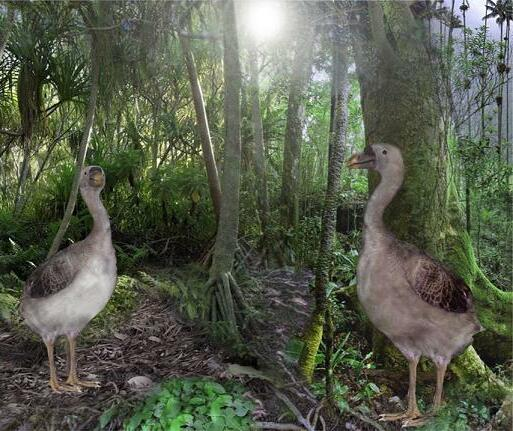
Rodriques-Solitär, digitale Rekonstruktion

François Leguat, der zwischen 1691 und 1693 auf Rodrigues lebte, beschrieb den Solitär als etwa 90 cm großen und 20 kg schweren, truthahnähnlichen Vogel mit kurzen Flügeln. Männchen wurden nach Leguat größer als Weibchen und verfügten über ein bräunliches Federkleid.

## Ernährung
Der Fund von Magensteinen in Solitärskeletten wird von einigen Wissenschaftlern als Hinweis darauf gesehen, dass sich der Solitär von großen, harten Pflanzensamen ernährte, deren massive Schale er mit Hilfe der Steine in seinem Magen zerstörte. Damit wäre dem Solitär eine Schlüsselrolle bei der Verbreitung des Sapotengewächses Sideroxylon galeatum zugekommen. Diese auf Rodrigues endemische Baumart ist heute selten, war aber in früheren Zeiten womöglich ein dominantes Gewächs auf der Insel.

## Brut
Rodrigues-Solitäre waren den Berichten früher Naturforscher zufolge keine Koloniebrüter. Sie grenzten ihr Territorium strikt gegen Artgenossen ab und verteidigten es als Paar. Das auf dem Boden errichtete Nest bestand aus gestapelten Palmblättern. In das Nest legte das Weibchen ein weißes Ei, das etwas größer als ein Gänseei war. 

## Systematik und Forschungsgeschichte
Die Existenz des Rodrigues-Solitärs wurde lange angezweifelt. Im Jahre 1789 fand man jedoch Knochen in einer Höhle, 1867 kam es zu weiteren Funden. Der Solitär wird als der nächste Verwandte des Dodos (Raphus cucullatus) angesehen. Sein Körperbau war aber sehr von dem des Dodos verschieden, sodass beide Arten in verschiedene Gattungen, teilweise sogar in getrennte Familien – Pezophapidae und Raphidae – gestellt wurden.

## Aussterben
Die Vögel konnten aufgrund ihrer Flugunfähigkeit leicht eingefangen werden. François Leguat und seine Männer schätzten besonders das zarte Fleisch der Jungvögel. Durch die starke Bejagung durch den Menschen und durch eingeführte Katzen, Ratten und Schweine wurden die Bestände schnell dezimiert. Bereits 1755 gab der Generalgouverneur der Maskarenen, David Charpentier de Cossigny, zu Protokoll, dass er 18 Monate lang vergeblich nach einem Solitär habe suchen lassen. Vermutlich starb der Vogel spätestens um 1760 aus, in späteren Aufzeichnungen finden sich nicht einmal mehr vage Hinweise auf die Existenz des Vogels.

## Museen
Nur sehr wenige Skelette des Rodrigues-Solitärs sind noch in Museen zu finden. Das Hunterian Museum in London besitzt ein männliches und ein weibliches Skelett des Rodrigues-Solitärs. Jeweils zwei weitere Skelette befinden sich im Pariser Museum für Naturkunde und im Hessischen Landesmuseum Darmstadt.